# Potamon ibericum
Potamon ibericum ist eine Süßwasserkrabbe aus der Familie der Potamidae. Die Krabbe ist von Südosteuropa bis Zentralasien verbreitet, in Südfrankreich ist sie als Neozoon eingebürgert. Sie bewohnt Bäche und Flüsse, deren Temperatur 5 °C nicht unterschreitet. Die Tiere sind Allesfresser und gehen nachts zur Nahrungssuche an Land, bei Regen auch tagsüber. Die Art kann bei hoher Luftfeuchtigkeit lange Zeit ohne Wasser überleben.

## Beschreibung
Bei Potamon ibericum ist die Carapaxoberseite glatt, der Carapax wirkt insgesamt flach. Der vordere Seitenrand des Carapax ist schmal und regelmäßig gesägt. Der Hinterleib (Abdomen) des Männchens ist schlank dreieckig, die Abdomenseiten sind leicht konvex. Das erste Gonopodium des Männchens weist ein spindelförmiges Endglied auf, das Subterminalglied ist leicht gestreckt. Der biegsame Teil zwischen Endglied und Subterminalglied ist keulenförmig. Das zweite Gonopodium befindet sich auf der mesialen (inneren) Seite des ersten Gonopodiums und ist verlängert.

## Verbreitung und Lebensraum

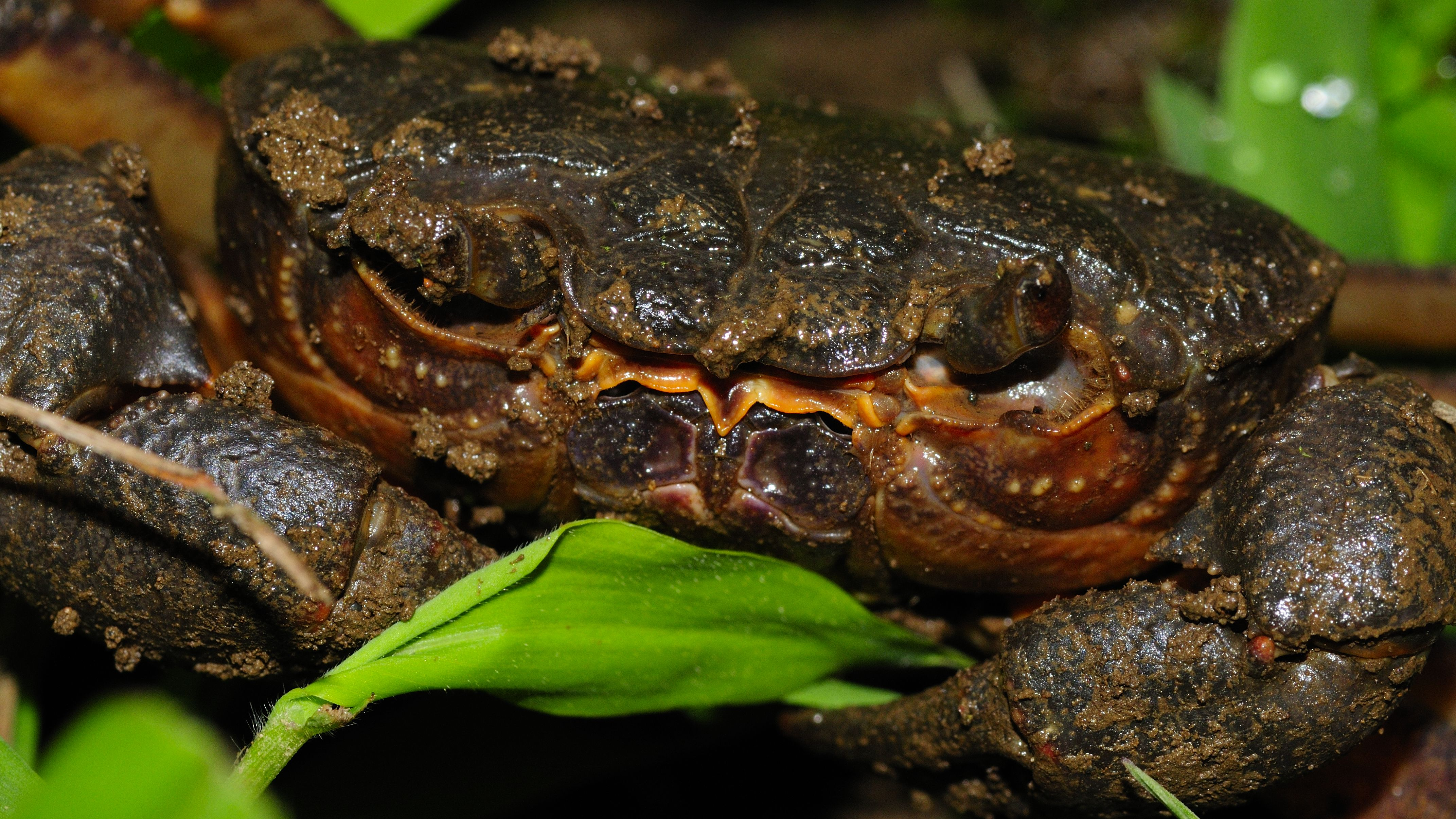
Potamon ibericum, Ansicht von vorn.

Das große Verbreitungsgebiet der Art reicht mit zahlreichen zum Teil weiträumig voneinander isolierten (disjunkten) Vorkommen von Südosteuropa bis Zentralasien. Das Areal erstreckt sich vom nordöstlichen griechischen Festland und den Inseln der nördlichen Ägäis über das Einzugsgebiet der mittleren und unteren Donau, die weiteren Zuflüsse an der Süd- und Südostküste des Schwarzen Meeres und den Kaukasus bis zu den Zuflüssen des südlichen Kaspischen Meeres im Iran und in Turkmenistan. Zudem ist die Art in Südfrankreich als Neozoon eingebürgert. Das Vorkommen befindet sich im Fluss Hérault in der Nähe von Saint-Guilhem-le-Désert etwa 350 km westlich von Nizza.
Potamon ibericum bewohnt Bäche und Flüsse. Zypern wird bis in Höhenlagen besiedelt, in denen die Wassertemperatur 5 °C nicht unterschreitet. Die Art überbrückt ein temporäres Austrocknen ihres Wohngewässers im Flussbett in tiefen Röhren und unter Steinen. Die Art kann bei hoher Luftfeuchtigkeit lange Zeit ohne Wasser überleben.

## Lebensweise
Die Tiere gehen nachts zur Nahrungssuche an Land, bei Regen auch tagsüber. Potamon ibericum ist ausgesprochen omnivor und frisst pflanzliches und tierisches Material jeder Art. Als Nahrung nachgewiesen sind u. a. zerfallendes Pflanzenmaterial, Falllaub, fädige Grünalgen, Würmer, Flohkrebse, Insektenlarven, Weichtiere, Kaulquappen, Frösche, Fische und Aas. Die Fortpflanzung findet in den warmen Monaten von Juni bis Oktober statt. Nach dem Schlupf bleiben die Jungtiere 5 bis 7 Tage lang unter dem Abdomen des Weibchens und erreichen in dieser Zeit Carapaxbreiten von etwa 3,6 mm. Danach verlassen die Jungtiere das Weibchen und leben selbständig.

## Bestand und Gefährdung
Zumindest die Bestände in der Ukraine sowie auf einigen Inseln sind durch Lebensraumzerstörung, Schadstoffbelastung und Übernutzung stark rückläufig, Potamon ibericum wird von der IUCN daher als Art der Vorwarnliste (near threatened) eingestuft.